# IC 1237
IC 1237 ist eine leuchtschwache Balken-Spiralgalaxie vom Hubble-Typ Sb mit auseinandergezogenen Spiralarmen im Sternbild Drache am Nordsternhimmel. Sie ist schätzungsweise 392 Millionen Lichtjahre von der Milchstraße entfernt und hat eine Ausdehnung von etwa 345.000 Lichtjahren. Vom Sonnensystem aus entfernt sich das Objekt mit einer errechneten Radialgeschwindigkeit von näherungsweise 8.600 Kilometern pro Sekunde.
Das Objekt wurde am 23. Juni 1890 von Lewis Swift entdeckt.